# سوچیتان
آتشفشان سوچیتان یا ولکان سوچیتان (به اسپانیایی: Volcán Suchitán) آتشفشانی چینه‌ای به ارتفاع ۲۰۴۲ متر واقع در جنوب شرقی گواتمالا در آمریکای مرکزی است.

## مشخصات
سوچیتان آتشفشان آندزیتی-بازالتی بزرگی است که در شمال شرقی شهر خوتیاپا و در جهتی شمالی-جنوبی واقع شده است. این آتشفشان که در شرق کاسه آتشفشانی ۵ کیلومتری رِتانا شکل گرفته است دارای مخروط انگلی بزرگی به نام سِرو ماتالتِپه است که در بالای دامنهٔ شمالی کوه ایجاد شده و دو مخروط کوچکتر نیز در بخش پایینی دامنهٔ شمالی سوچیتان به وجود آمده‌اند. همچنین در دامنه‌های شمالی و شمال غربی آتشفشان می‌توان دو جریان گدازهٔ بازالتی مربوط به دورهٔ هولوسن را مشاهده نمود. بسیاری از دودکش‌های آتشفشان نیز بازالتی هستند.
تاریخ آخرین فوران سوچیتان نامشخص است. گرچه در سال ۱۴۶۹ چنین تصور شد که این آتشفشان فوران کرده است اما احتمالاً این رویداد مربوط به آتشفشان آتیتلان بوده است.